# Proischnura
Proischnura är ett släkte av trollsländor. Proischnura ingår i familjen dammflicksländor.
Kladogram enligt Catalogue of Life:
| Proischnura | \| \| Proischnura polychromatica \| \| \| \| \| \| Proischnura rotundipennis \| \| \| \| \| \| Proischnura subfurcata \| \| \| \| |
|             | \| \| Proischnura polychromatica \| \| \| \| \| \| Proischnura rotundipennis \| \| \| \| \| \| Proischnura subfurcata \| \| \| \| |
|             | Proischnura polychromatica |
|             | |
|             | Proischnura rotundipennis |
|             | |
|             | Proischnura subfurcata |
|             | |